# 三輪和夫
三輪 和夫（みわ かずお、1956年または1957年 - ）は日本の総務官僚、地方公務員。大阪府副知事、自治大学校長、内閣人事局人事政策統括官を歴任。
　

## 経歴
山口県出身。1980年 (昭和55年) 東京大学法学部卒業。
自治省入省、福井県総務部長、国土交通省道路局道路交通管理課長、2003年4月、佐野忠史の後任として大阪府総務部長、2005年3月、同副知事。2008年11月、次年度予算を巡って都市整備部を所管する小河保之副知事と財政課を担当する三輪が激しく応酬した。2009年3月、、綛山哲男教育長を後任に副知事退任。総務省大臣官房審議官（地方行政・地方公務員制度、選挙担当）併任内閣官房内閣審議官（内閣官房副長官補付）、2011年7月、自治行政局公務員部長、2014年7月、自治大学校長、2015年7月、内閣人事局人事政策統括官。
退官後、一般財団法人地方自治研究機構理事長。